# Сита
Сита (на гръцки: Σίττας; на латински: Sittas, † 539) е източноримски генерал през 6 век.
Той е гот, първо елитен войник (bucellarius) и при император Юстин I (упр. 518–527) се издига на дук (dux) и при Юстиниан I (упр. 527–565) през 528 г. е номиниран на magister militum per Armeniam et Pontum Polemonicum. Сита се бие успешно против сасанидите. От 530 г. той има влиятелната служба на magister militum praesentalis. Той е смятан за много способен военен и дипломат. През 535 г. той има значима победа над (прото-)българите в Мизия при река Iatrus (Янтра), за което е награден с титлата patricius. Сита умира през 539 г. при сблъсък с въстанали арменци.
Сита е женен от 528 г. за Комито, дъщеря на Акаций и по-голяма сестра на императрица Теодора и Анастасия. Вероятно е баща на по-късната императрица София.